# Mesfin Sileshi
 (décembre 2014).
Si vous disposez d'ouvrages ou d'articles de référence ou si vous connaissez des sites web de qualité traitant du thème abordé ici, merci de compléter l'article en donnant les références utiles à sa vérifiabilité et en les liant à la section « Notes et références ».
Ras Mesfin Sileshi (Ge'ez: ራስ መስፍን ስለሺ) fut un résistant et un homme politique éthiopien. Il est né le 5 juillet 1905, dans le qebelé de Lafto situé dans l'awraja de Webera. Son père était Dejazmach Sileshi Woldesemayat et sa mère, Woyzero Askale Garedew.
À la suite de l'invasion italienne de 1935-1936 et du début de l'occupation, il s'engage dans la résistance éthiopienne, dont il devient un des chefs dans le Choa. Après la fin de l'occupation, il est gouverneur de l'Illubabor de 1942 à 1946, puis du Kaffa de 1946 à 1955. Il est également brièvement maire d'Addis Abeba en 1947. Il entre au gouvernement impérial en 1955 : il est ministre de l'Intérieur jusqu'en 1957. Cette année-là, il obtient le poste de vice-gouverneur du Choa. 
Après la révolution éthiopienne de 1974, Mesfin Sileshi est arrêté par le Derg, puis fusillé sommairement le 23 novembre 1974, au cours du massacre des soixante (en).